# Beloruski hokejski hram slavnih
Beloruski hokejski hram slavnih, ki je bil ustanovljen leta 10. februarja 2012 v Minsku, vsebuje najboljše beloruske hokejiste.

## Člani
2012: Ruslan Salej